# Ernando
Ernando Rodrigues Lopes, meglio conosciuto come Ernando (Formosa, 14 luglio 1988), è un ex calciatore brasiliano, di ruolo difensore.

## Carriera
Del 2006 al 2013 ha giocato con la maglia del Goiás. Il 10 novembre 2013, contro il Flamengo, ha disputato la partita numero 400 con il Goiás.

## Palmarès
- Campionato Goiano: 4

Goiás: 2006, 2009, 2012, 2013
- Campionato brasiliano di seconda divisione: 1

Goiás: 2012